# Francisco C. Reyes
Francisco C. Reyes (Saltillo, Coahuila; 22 de febrero de 1885 - Monterrey, Nuevo León; 23 de enero de 1956) fue un político mexicano que fue alcalde de Monterrey.
Nació en Saltillo, Coahuila, el 22 de febrero de 1885. Fue residente en Monterrey desde su niñez, y estudió en la escuela del Roble. Fue diputado a la XXXXIX Legislatura de Nuevo León en 1921, y senador suplente en 1923. Resultó elegido alcalde primero de Monterrey, tomando posesión el 1 de enero de 1925 y administró hasta el 29 de mayo del mismo año. Trabajó 25 años en los ferrocarriles. Murió en Monterrey, Nuevo León, el 23 de enero de 1956. 